# Comité consultatif de Bretagne
Le Comité consultatif de Bretagne (CCB) est une instance placée auprès du préfet régional de Rennes et créée le 11 octobre 1942. Son existence prend fin avec la Libération.

## Histoire

### Préfiguration
La création du CCB est précédée d'un appel, en 1942, sous forme d'un texte de vœux, lancé par des comités des "Amis de la Bretagne" (personnalités des 5 départements de divers horizons), adoptés par près de 200 communes des 5 départements bretons.
Ce vœu préfigure les grandes revendications du futur comité : enseignement de l'histoire de Bretagne et du breton, unité du territoire avec la Loire-Inférieure, institutions régionales….
Selon le documentaire d'Hubert Béasse Berlin Vichy Bretagne, qui présente comment les différentes composantes des mouvements bretons ont été partagés et « utilisées » entre les options pro nazies, le maréchalisme de Vichy, la neutralité et l'engagement de certains dans la Résistance, le CCB a été une réponse régionaliste de Vichy pour faire face à l'appui des nazis donné à certains dirigeants nationalistes bretons, en les instrumentalisant.

### Instauration
Le CCB est mis en place par Jean Quénette, préfet de la région Bretagne. Le 12 octobre 1942 se tient l'assemblée constitutive.
Les buts essentiels de cet organisme sont :
- Article 2 : « Ce comité a pour mission d'étudier, donner son avis, présenter ses suggestions sur les questions culturelles, linguistiques, folkloriques et, en général, tout ce qui peut intéresser les traditions et la vie intellectuelle bretonne. »

Ainsi le rôle assigné à ce conseil est-il double : 
- proposition de réformes - en dehors des domaines politique et économique
- analyse des questions culturelles

« Organisme d'étude et de travail », selon Yvonnig Gicquel, il ne dispose d'aucun des pouvoirs de décision et d'exécution (contrairement au vœu d'un parlement provincial tel que le concevaient les adeptes de la doctrine régionaliste bretonne).
La volonté de ses membres fut de transformer ce comité consultatif en véritable assemblée légiférante sur le plan des problèmes régionaux.

### Composition

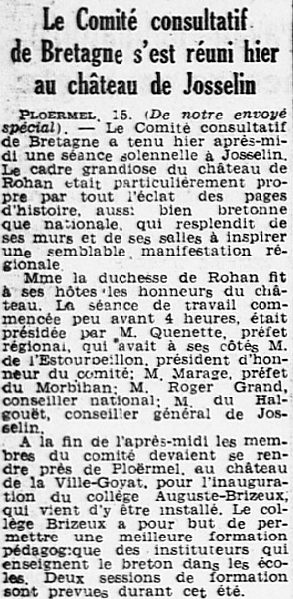
La réunion du "Comité consultatif de Bretagne" tenue au château de Josselin le 14 juillet 1943 (journal L'Ouest-Éclair du 16 juillet 1943).

Les membres, au nombre de 22, sont tous nommés par le gouvernement de Vichy : c'est un arrêté préfectoral du 8 décembre 1942 qui arrête les noms des personnalités.
S'y trouvent des représentants de l'union régionaliste bretonne, de la fédération régionaliste de Bretagne, de nationalistes bretons (Joseph Martray, ou l'abbé Perrot au titre de l'association nationaliste catholique Bleun-Brug) et d'autres personnalités telles que Yann Fouéré, le barde François Taldir-Jaffrenou, le régionaliste André Dezarrois , René Daniel, l'abbé Mary (de Baud), …
« Les personnalités bretonnes et les représentants des grandes associations bretonnes, réunis à Rennes le 12 octobre 1942, félicitent M. Quénette, préfet régional de l'initiative qu'il a prise de les convoquer pour étudier les problèmes bretons, le remercient d'avoir créé le Comité consultatif de Bretagne et le prient d'être leur interprète auprès du maréchal Pétain, chef de l'État et chef du gouvernement, pour lui présenter le témoignage de leur loyal dévouement ».

### Sessions
Il s'est réuni le 14 juillet 1943 au château de Josselin, en compagnie d'Alain de Rohan.
Le dimanche 1er mai 1944, le quotidien L'Ouest-Éclair rend compte de la réunion plénière tenue le jeudi d'avant. Yann Fouéré y est nommé secrétaire général .